# فرودگاه مولای علی الشریف
مولای علی الشریف (به عربی: مطار مولای علی الشریف) یک فرودگاه همگانی و نظامی با کد یاتا ERH است که یک باند فرود آسفالت دارد و طول باند آن ۳۲۰۰ متر است. این فرودگاه در شهر مکناس تافیلالت کشور مراکش قرار دارد و در ارتفاع ۱۰۴۵ متری از سطح دریا واقع شده‌است.

## شرکت‌های هواپیمایی و مقصدهای پروازی
| شرکت‌های هواپیمایی                                         | مقصدهای پروازی  |
| --------------------------------------------------------- | --------------- |
| هواپیمایی پادشاهی مراکش اجرا توسط Royal Air Maroc Express | فصلی: محمد پنجم |